# RGS19
RGS19 (англ. Regulator of G protein signaling 19) – білок, який кодується однойменним геном, розташованим у людей на короткому плечі 20-ї хромосоми. Довжина поліпептидного ланцюга білка становить 217 амінокислот, а молекулярна маса — 24 636.
| 10         |  | 20         |  | 30         |  | 40         |  | 50         |
| ---------- |  | ---------- |  | ---------- |  | ---------- |  | ---------- |
| MPTPHEAEKQ |  | ITGPEEADRP |  | PSMSSHDTAS |  | PAAPSRNPCC |  | LCWCCCCSCS |
| WNQERRRAWQ |  | ASRESKLQPL |  | PSCEVCATPS |  | PEEVQSWAQS |  | FDKLMHSPAG |
| RSVFRAFLRT |  | EYSEENMLFW |  | LACEELKAEA |  | NQHVVDEKAR |  | LIYEDYVSIL |
| SPKEVSLDSR |  | VREGINKKMQ |  | EPSAHTFDDA |  | QLQIYTLMHR |  | DSYPRFLSSP |
| TYRALLLQGP |  | SQSSSEA    |  |            |  |            |  |            |

A: Аланін

C: Цистеїн

D: Аспарагінова кислота

E: Глутамінова кислота

F: Фенілаланін

G: Гліцин

H: Гістидин

I: Ізолейцин

K: Лізин

L: Лейцин

M: Метіонін

N: Аспарагін

P: Пролін

Q: Глутамін

R: Аргінін

S: Серин

T: Треонін

V: Валін

W: Триптофан

Кодований геном білок за функціями належить до фосфопротеїнів, інгібіторів передачі внутрішньоклітинних сигналів. 
Задіяний у такому біологічному процесі, як автофагія. 
Локалізований у мембрані.